# Incilius guanacaste
Incilius guanacaste é uma espécie de anfíbio anuro da família Bufonidae. Está presente na Costa Rica. A UICN classificou-a como deficiente de dados.